# Syrrhopodon semicircularis
Syrrhopodon semicircularis är en bladmossart som beskrevs av C. Müller 1889. Syrrhopodon semicircularis ingår i släktet Syrrhopodon och familjen Calymperaceae. Inga underarter finns listade i Catalogue of Life.